# Village de garnison
 (février 2025).
Si vous disposez d'ouvrages ou d'articles de référence ou si vous connaissez des sites web de qualité traitant du thème abordé ici, merci de compléter l'article en donnant les références utiles à sa vérifiabilité et en les liant à la section « Notes et références ».

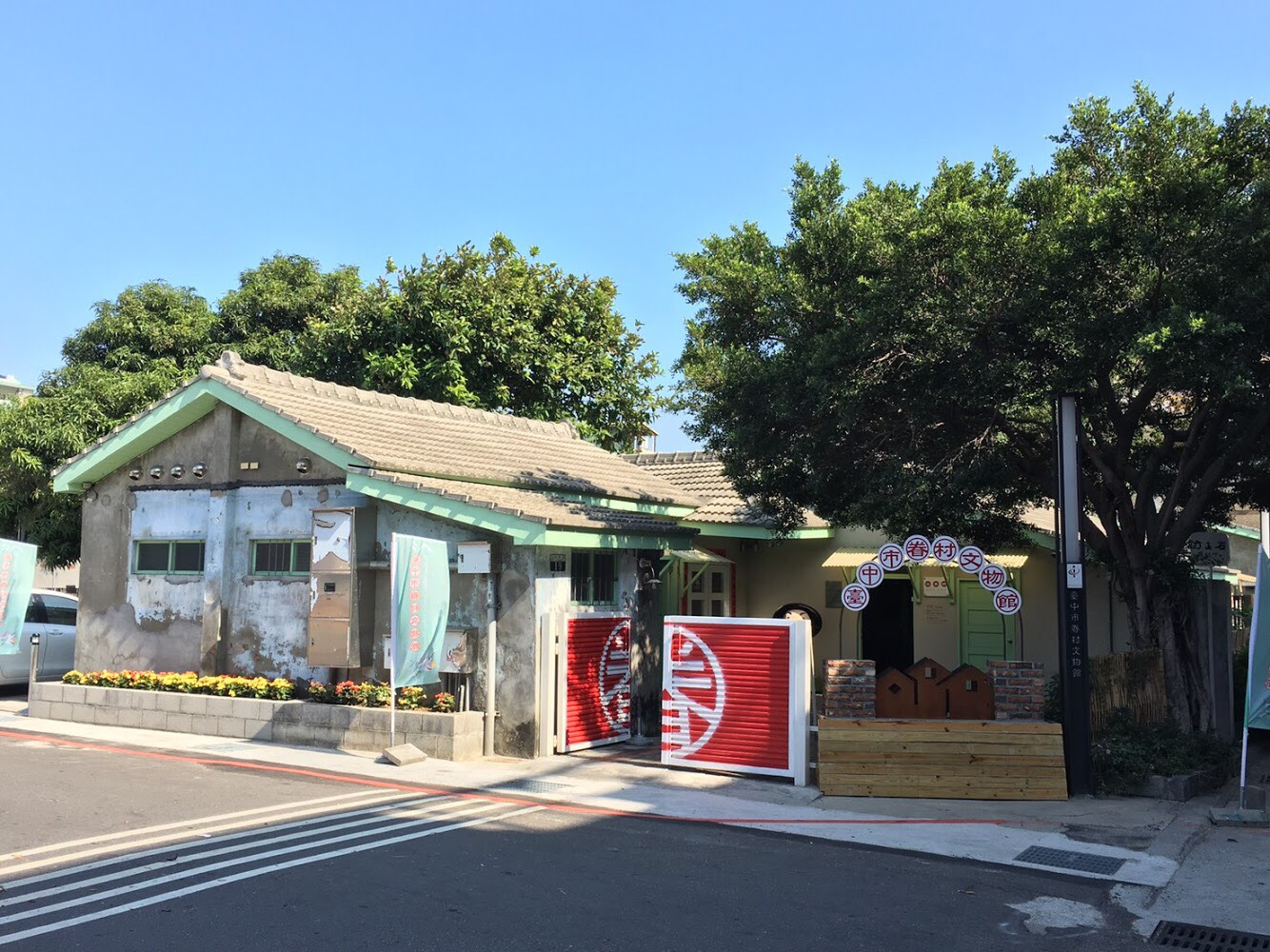
Maison d'un village de garnison, aujourd'hui le musée du village de garnison de Taichung.

Un village de garnison (chinois traditionnel : 眷村, anglais : military dependents' village) est un type de lieu à Taïwan construit à la fin des années 1940 et dans les années 1950, dont l'objectif initial était de servir de logement provisoire aux soldats, marins, aviateurs et marines des forces armées de l'Armée de la république de Chine, ainsi que de leurs personnes à charge venus de Chine continentale après l'installation du gouvernement de la République de Chine (en) (ROC) et du Kuomintang (KMT) à Taïwan en 1949. Ils ont fini par s'installer de façon permanente, formant des cultures distinctes en tant qu'enclaves dans les villes taïwanaises. Au fil des ans, nombre de ces villages souffrirent de problèmes urbains tels que l'abandon, le déclin urbain et les bidonvilles.
Les maisons de ces villages étaient souvent construites de façon désordonnée et médiocre, à la hâte et avec des fonds limités. Les habitants n'avaient aucun droit de propriété foncière privée sur les maisons qu'ils habitaient, car le terrain était la propriété du gouvernement.
Après l'adoption de la loi sur la reconstruction des anciens quartiers pour les personnes à charge de l'armée en 1996,, le gouvernement a lancé un programme agressif de démolition de ces villages et de leur remplacement par des tours, en donnant aux résidents des droits de vivre dans les nouveaux appartements. En 2019, il en reste moins de 30 sur un total initial de 879, et certains ont été préservés comme sites historiques.
Au sens large, cette expression peut également désigner les quartiers des officiers du groupe consultatif militaire américain (en) et de leurs personnes à charge à Taïwan.

## Histoire

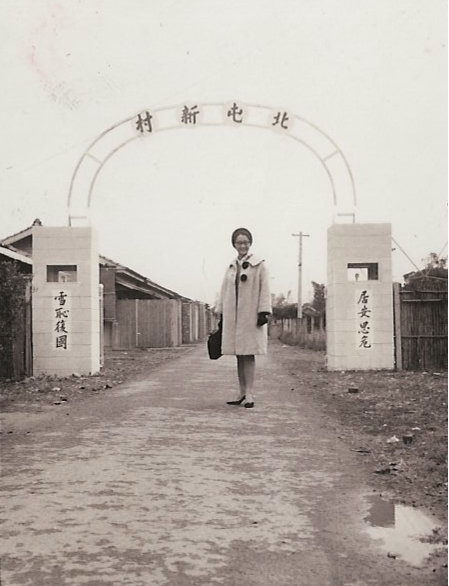
Un village de garnison à son ouverture

Selon le Kaohsiung Museum of Military Dependents' Villages, qui a été créé en 2007 dans la ville de Kaohsiung, dans le Sud de Taïwan, près de 650 000 continentaux ont immigré à Taïwan entre la fin des années 1940 et 1952. En 1984, les données du musée montrent que près de 110 000 ménages dans les 888 villages de personnes à charge de l'armée dans tout le pays s'étaient inscrits auprès des autorités militaires.
Alors que les officiers de haut rang se voyaient attribuer plus d'espace dans des maisons plus grandes et plus agréables, nouvellement construites ou libérées par les colonisateurs japonais vaincus en 1945, la plupart des officiers de rang inférieur et des hommes de troupe vivaient dans des unités construites à la hâte avec un espace intérieur limité. Ces logements étaient souvent entassés côte à côte le long de petites ruelles. Le gouvernement du Kuomintang pensait initialement qu'il ne resterait à Taïwan que peu de temps, mais au fil des décennies, alors que le rêve de "reconquérir le continent" commençait à s'estomper, les logements de nombreux militaires se sont détériorés.
Au début, les zones environnantes des camps militaires étaient fortement surveillées, y compris le village de garnison ; par souci de sécurité, les proches des soldats devaient présenter leur permis de séjour pour y avoir accès. Comme le salaire des soldats était faible à l'époque, le gouvernement leur fournissait une aide à l'éducation, des soins médicaux et des produits de première nécessité comme le riz, la farine, la salade, etc. pour compléter leur subsistance. Le mah-jong était l'activité de loisir la plus populaire. Comme les résidents du village des dépendants venaient tous de différentes provinces, ils ont apporté avec eux des goûts différents et des aliments régionaux à base de blé, ce qui a contribué à l'élaboration de la culture alimentaire taïwanaise à base de blé. Une partie de l'argot utilisé dans le village des dépendants militaires a ensuite été intégrée dans le vocabulaire de la langue taïwanaise.
Au départ, aucune des familles de militaires ne s'attendait à une impasse permanente de l'autre côté du détroit de Taiwan. Soit elles espéraient une reprise du continent avec l'aide des États-Unis, soit elles craignaient que les armées communistes ne poursuivent leur action et ne prennent également Taïwan. Dans un cas comme dans l'autre, le sentiment était de considérer Taïwan comme un refuge temporaire pour le moyen terme.

## Architecture
Dans les années 1950, la plupart des villages de garnison, à l'exception de ceux hérités de la colonisation japonaise, étaient construits avec des normes de construction minimales sur des terrains publics. Les propriétés étaient construites avec un toit de chaume et des murs en bambou consolidé par de la boue. Ce n'est qu'après les années 1960 que les militaires ont reconstruit les propriétés en briques, tout en y incorporant des toilettes privées, des salles de bains, des cuisines, des toits en tuiles et de l'électricité. À la fin des années 1970, le marché immobilier taïwanais était en pleine effervescence, avec une énorme quantité de propriétés nouvellement construites et rénovées. Cependant, en raison des problèmes de propriété, les maisons des villages de garnison n'ont pas pu être reconstruites et remplacées. La plupart d'entre elles souffraient d'installations obsolètes et de surpopulation. Chaque maison ne disposait que de 6 à 10 ping (1 ping ≈ 3,3 mètres carrés) à l'exclusion du jardin attenant. Par conséquent, les propriétés juàncūn, de faible qualité, construites en briques ou en briques renforcées, avaient été comparativement abandonnées, en particulier dans la zone urbaine intérieure.
D'une manière générale, les juàncūn (pouvant aller de dix à des centaines d'unités) avaient tendance à s'isoler du reste de la société. Les villages de garnison constituent un paysage culturel unique qui pourrait bientôt tomber dans l'oubli, au fur et à mesure du décès des vieux soldats et de la renouvellement urbain. Par patriotisme et anticommunisme, les résidents des villages de personnes à charge partageaient une culture particulière.
La grande majorité des villages de garnison de Taïwan a été construite dans des zones urbaines et se caractérise par des regroupements de structures denses, mais on trouve des exceptions, comme l'ancien village de garnison de Jianguo
Ces villages étaient spécialisés par corps d’armée et les maisons étaient sans étage et souvent exiguës, alignées selon un plan inspiré de la hiérarchie militaire.

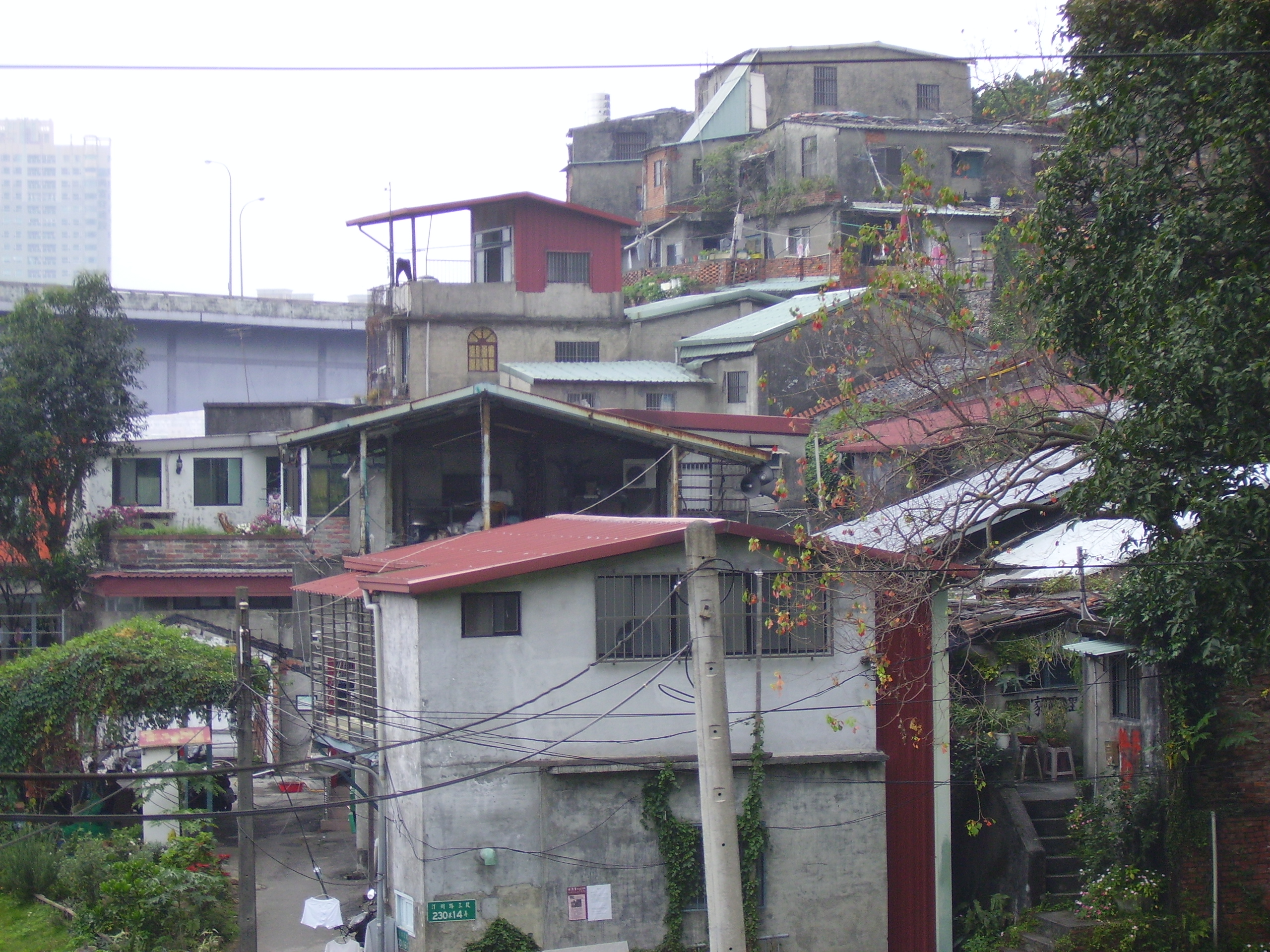
La colline du Trésor, un village de garnison créé illégalement à la fin des années 1940
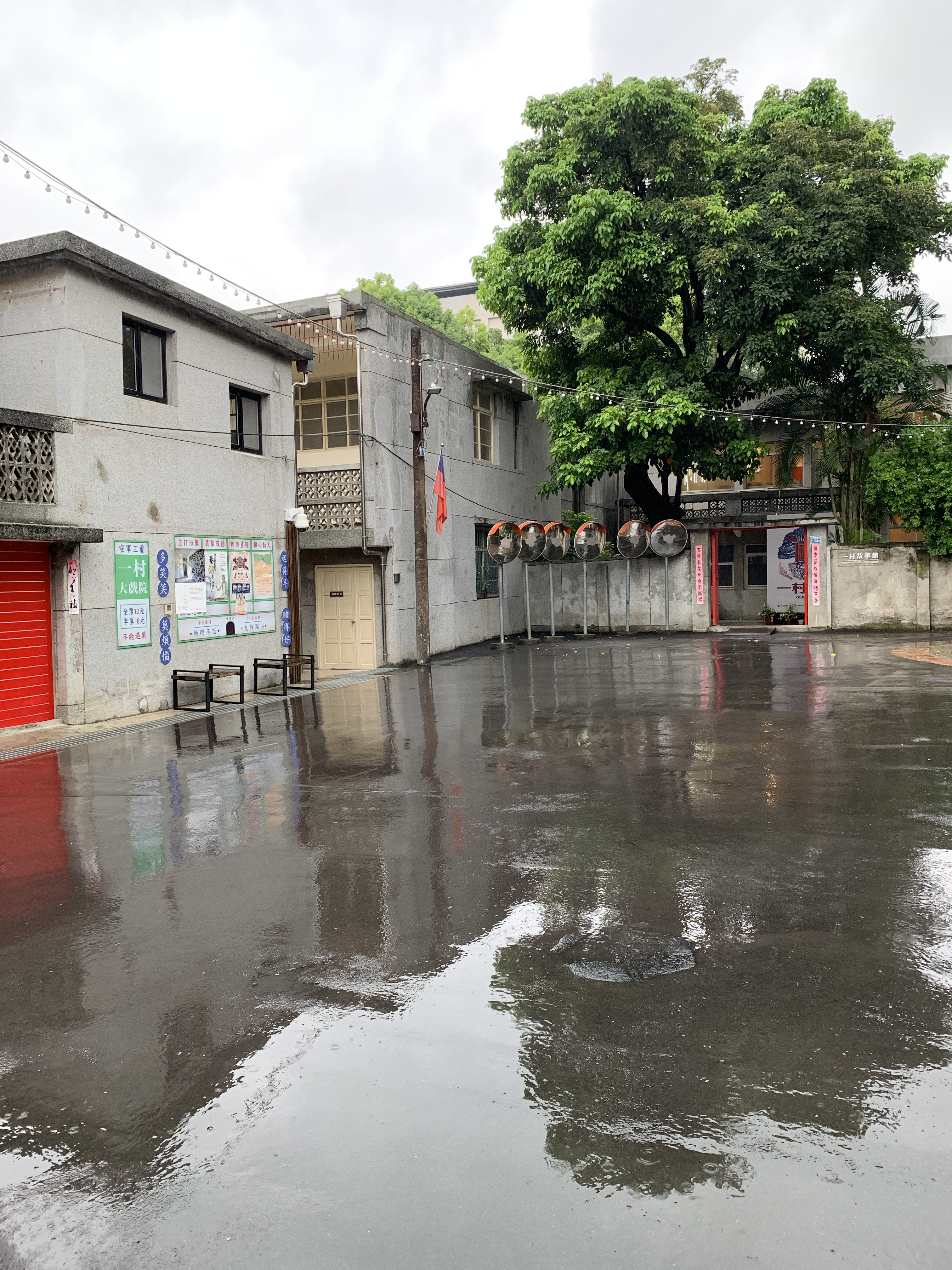
Sanchong
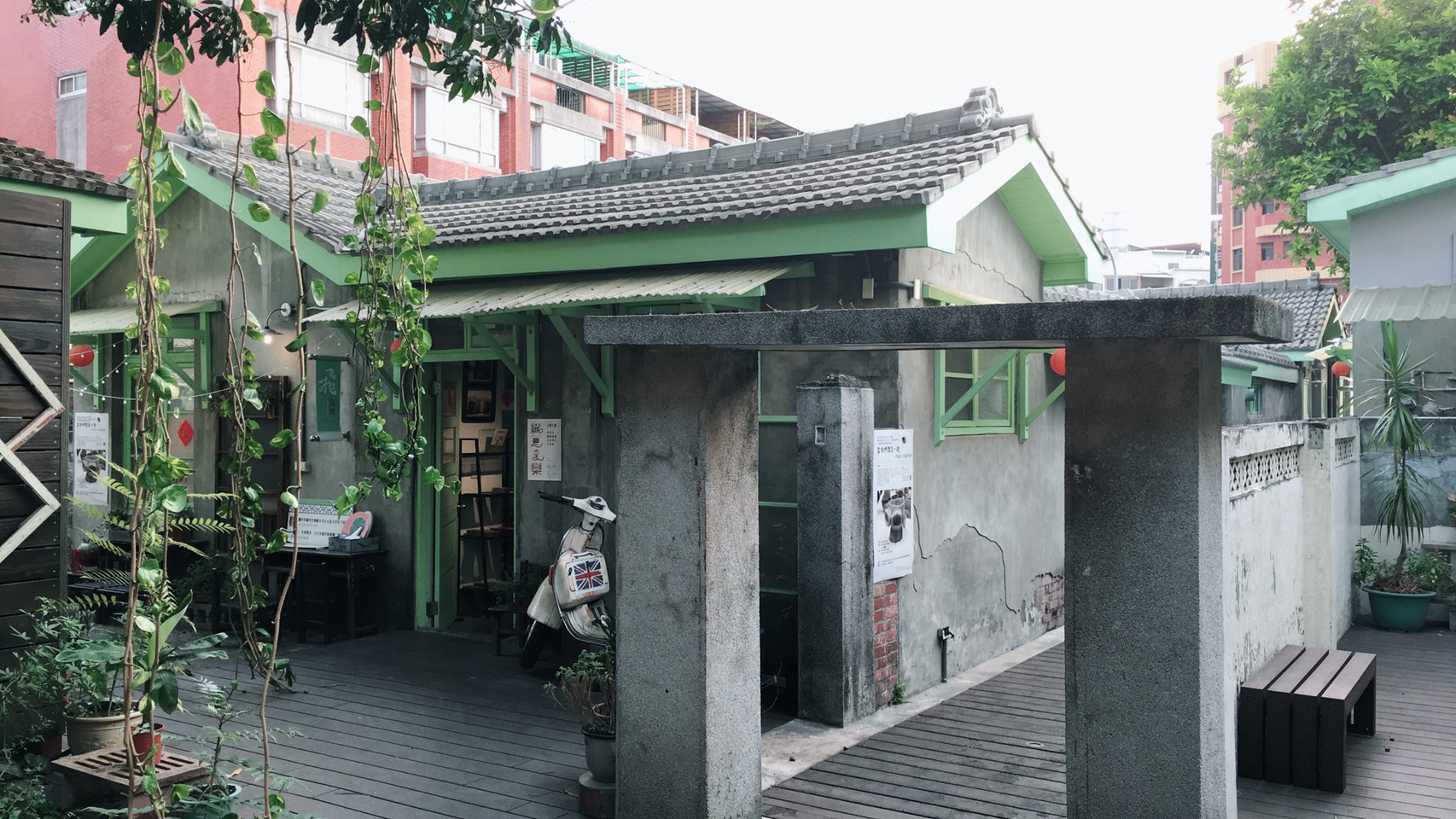
Le musée du village de garnnison de Taichung
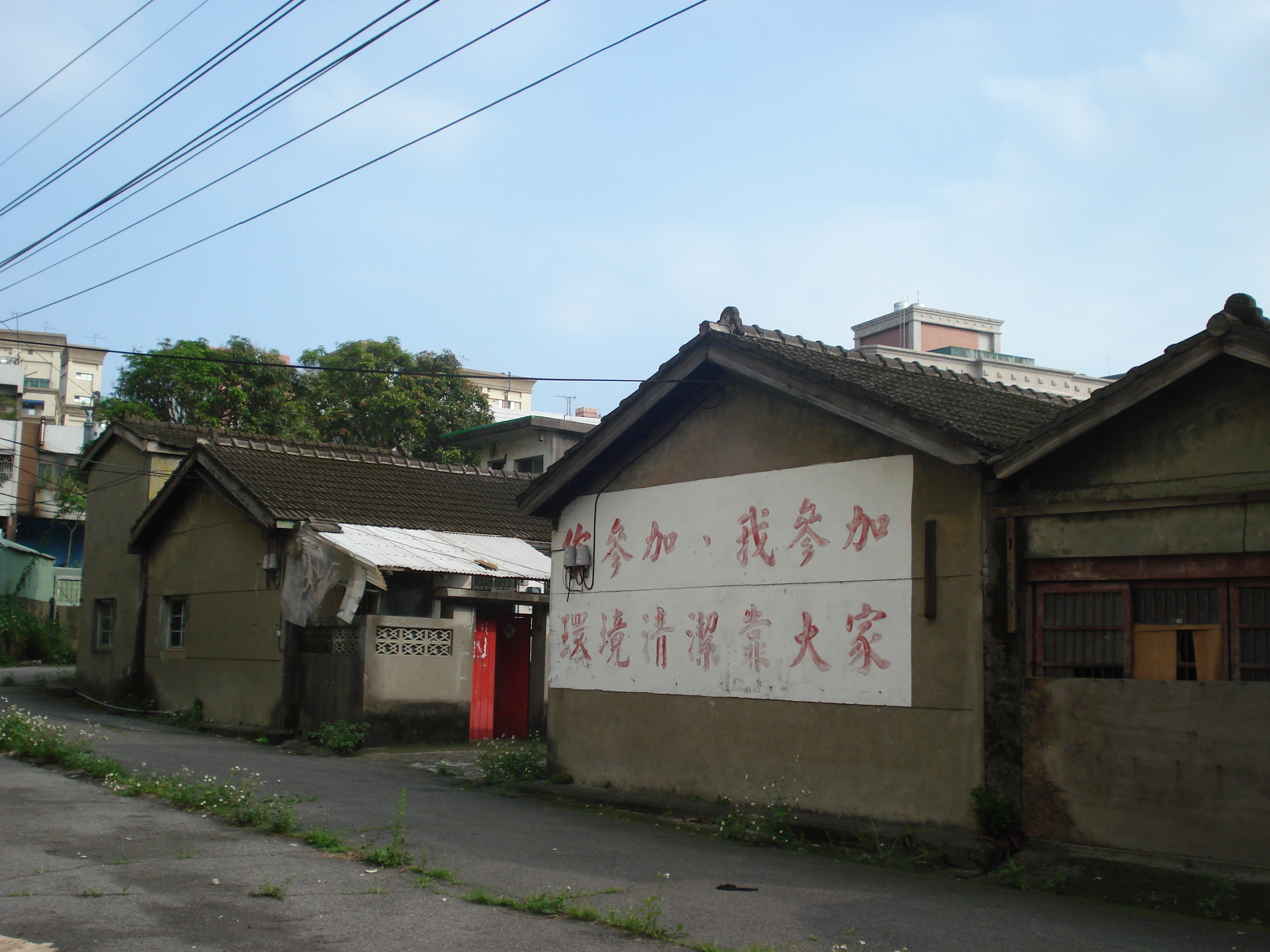
District de Guishan

Intérieurs
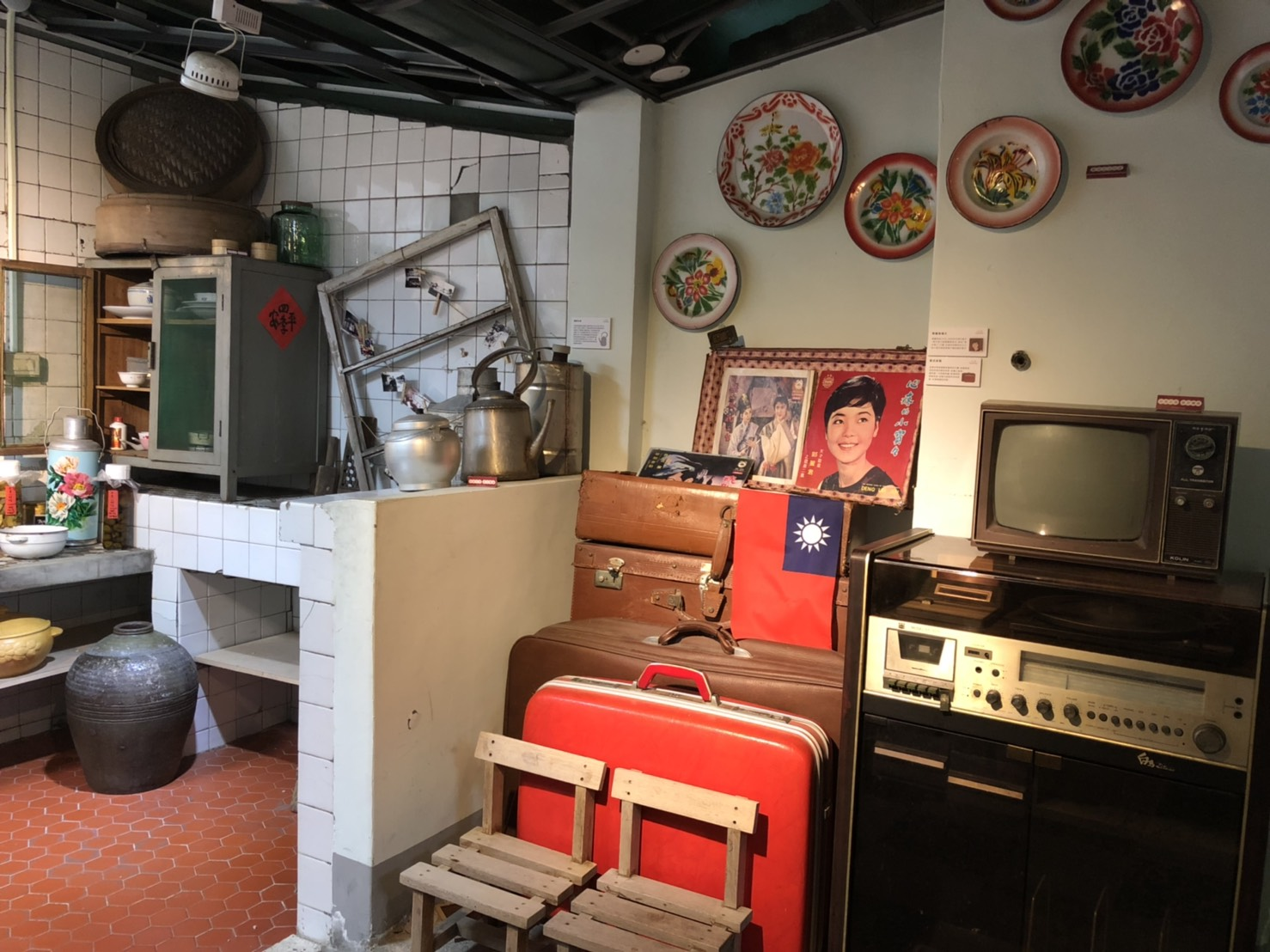
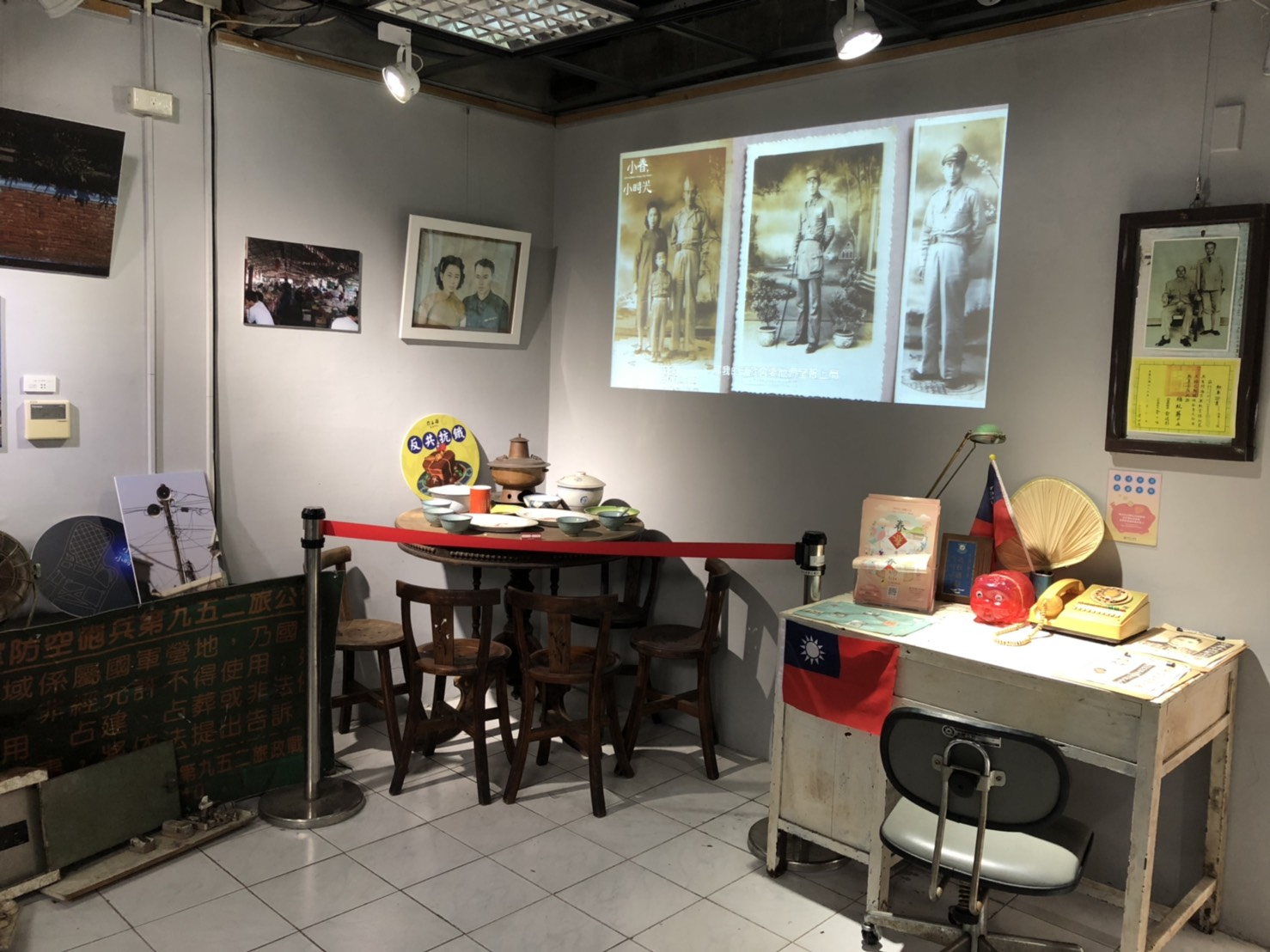
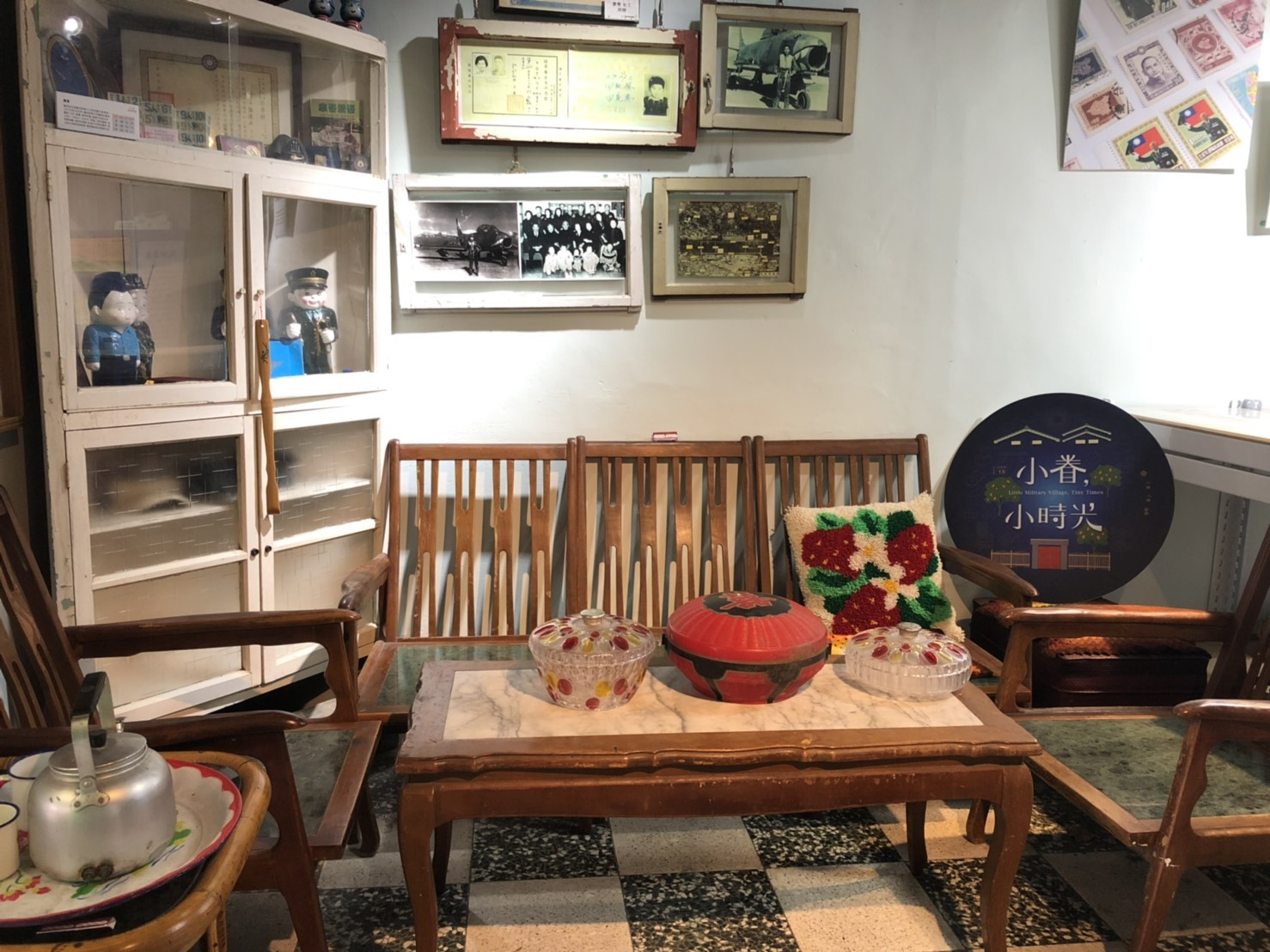

## Tourisme
Beaucoup de ces villages  sont aujourd'hui gentrifiés ou muséifiés, devenant des sites touristiques, comme le Rainbow Military Dependents’ Village, décoré par l'artiste Huang Yung-fu (黃永阜), pour que le village ne soit pas détruit. Il accueillait chaque année deux millions de visiteurs : il figurait dans le livre Secret Marvels of the World de Lonely Planet en 2017. On peut aussi citer le village de Penshu et celui de Hsinchu.

Des villages devenus des lieux touristiques et artistiques
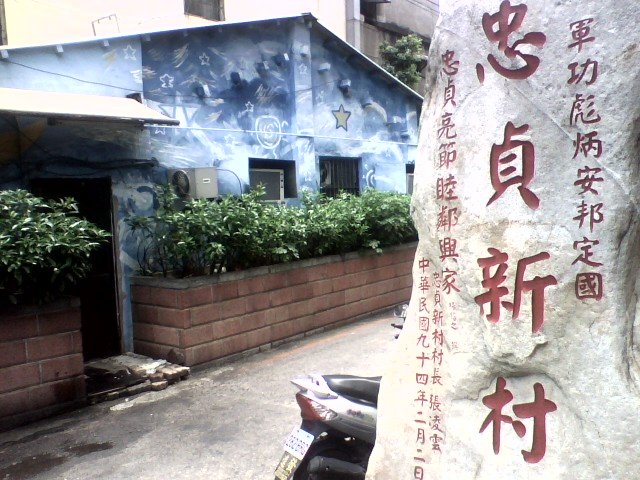
Hsinchu
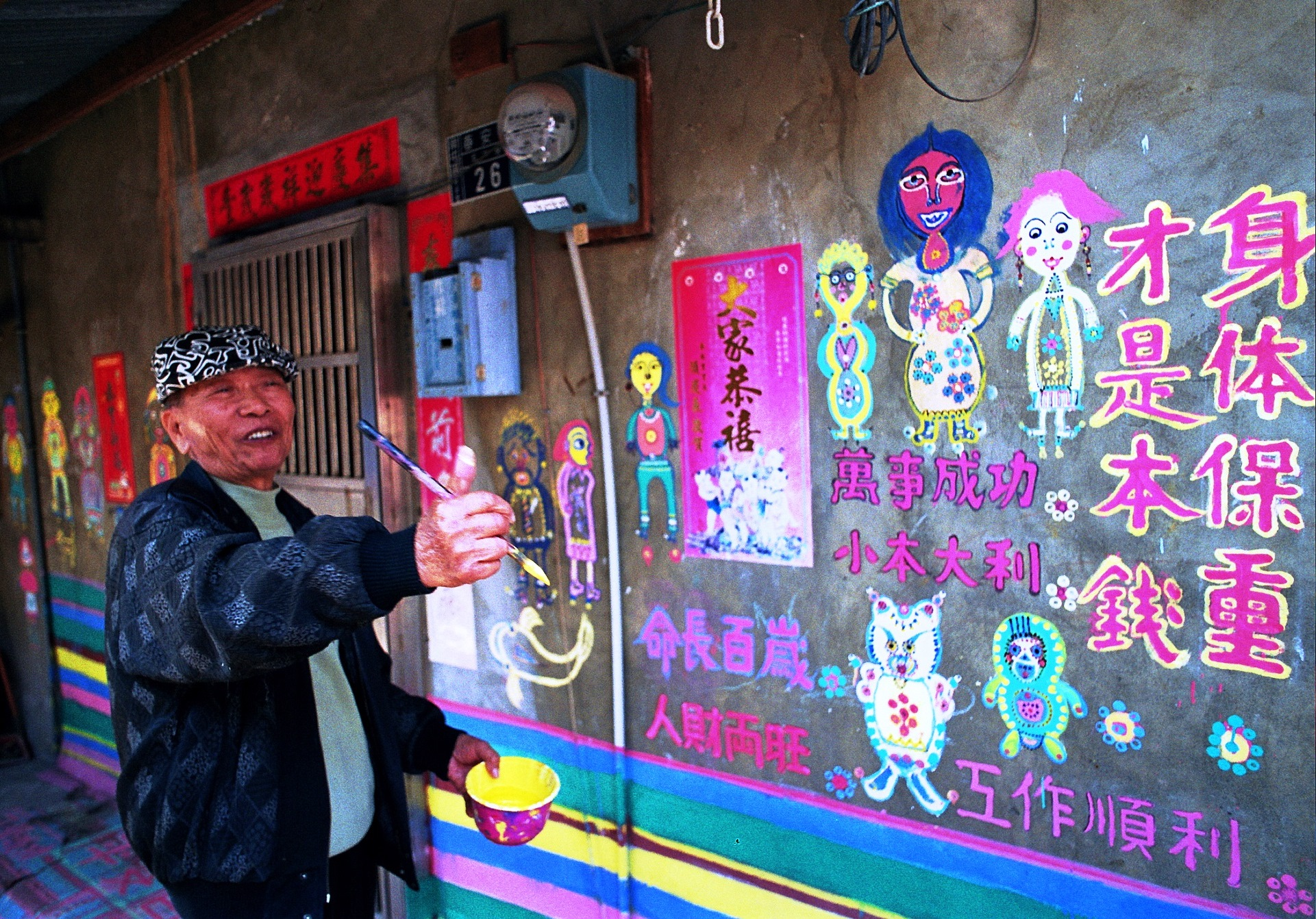
Huang Yung-fu (ja) à Taichung
District de Guishan
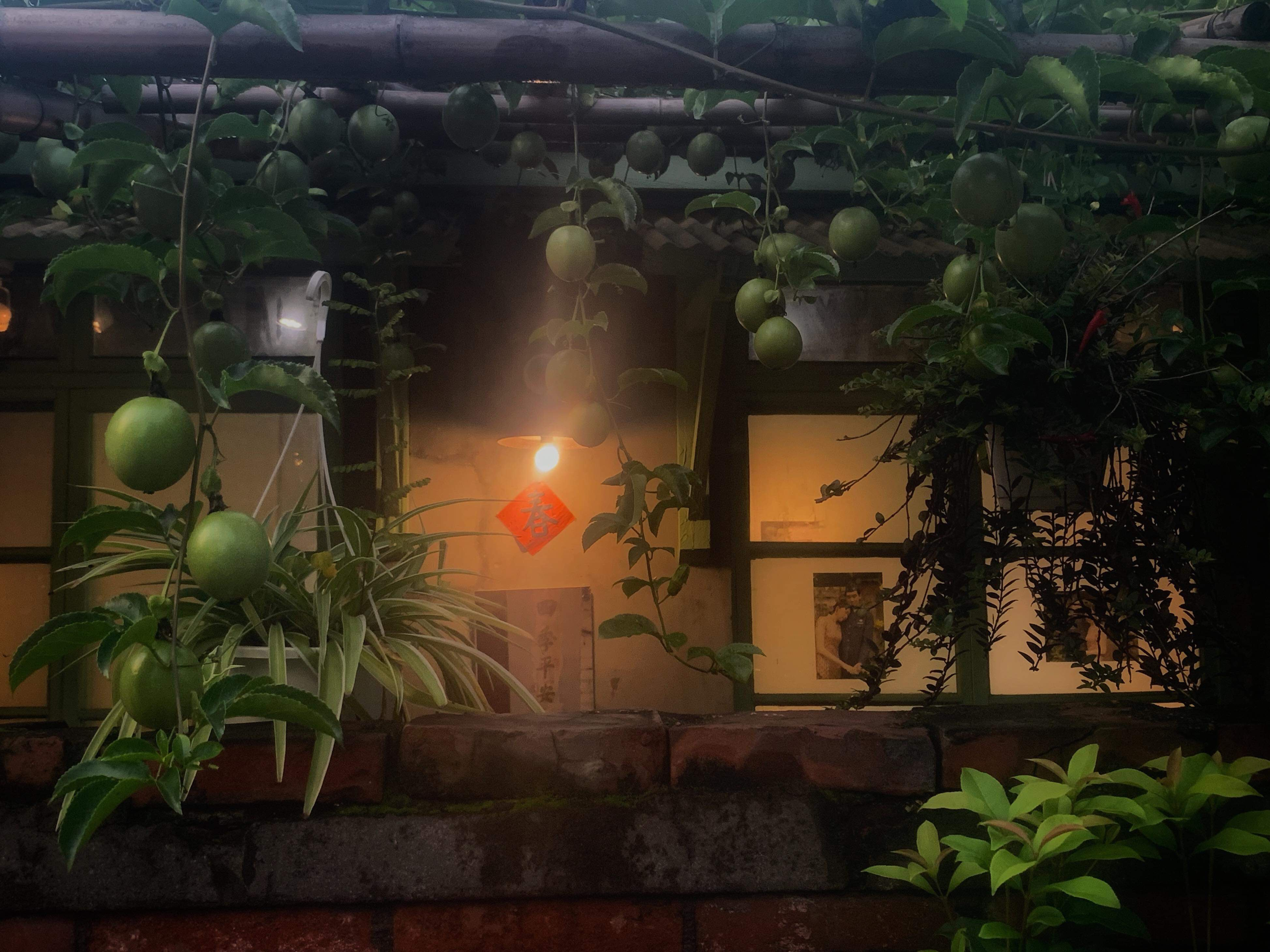

Le Village Arc-en-Ciel, ancien village de garnison
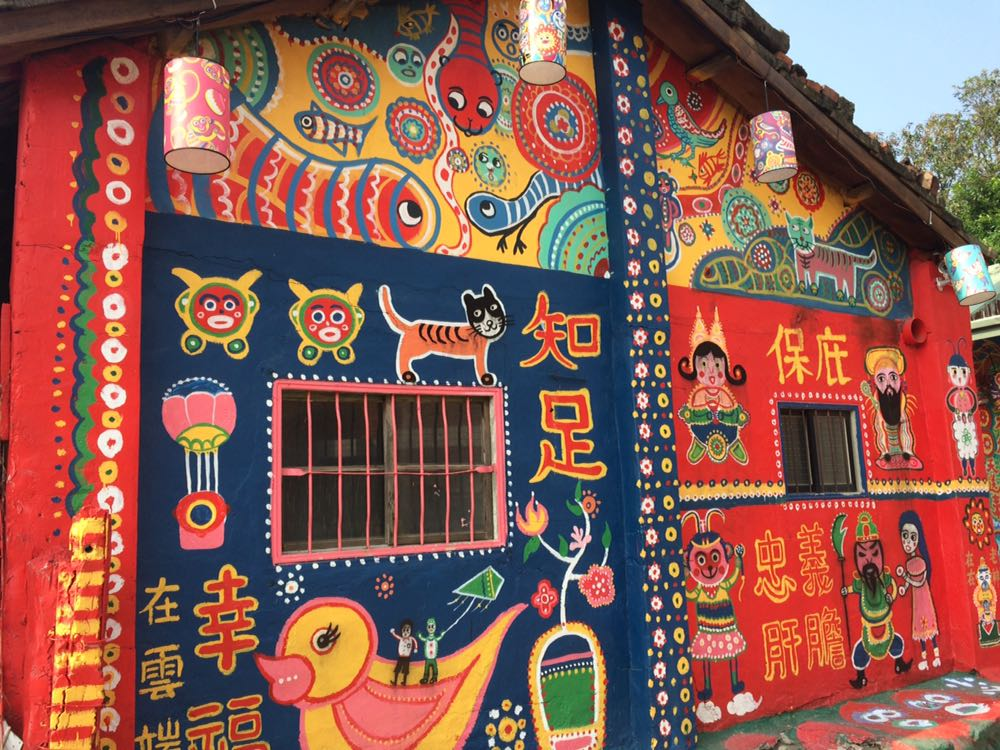
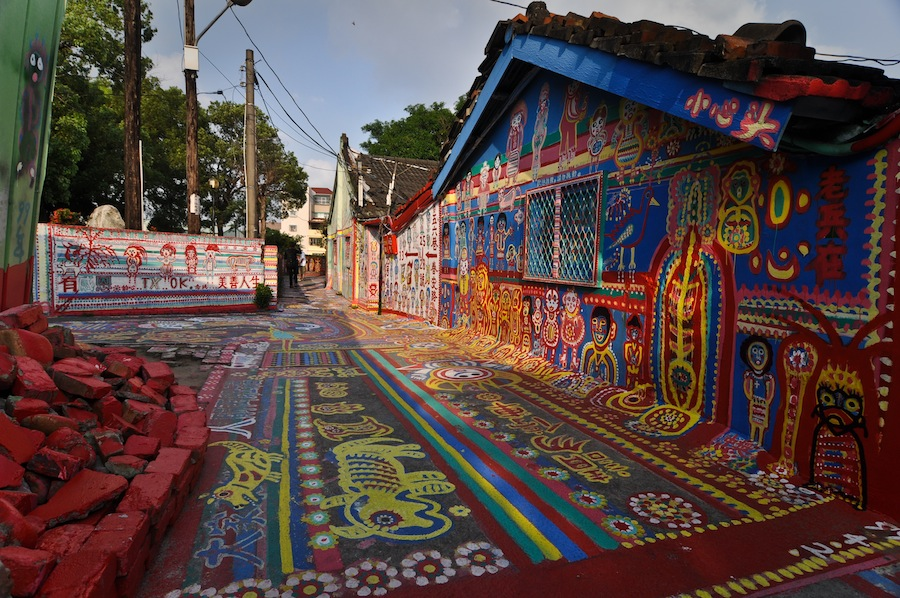
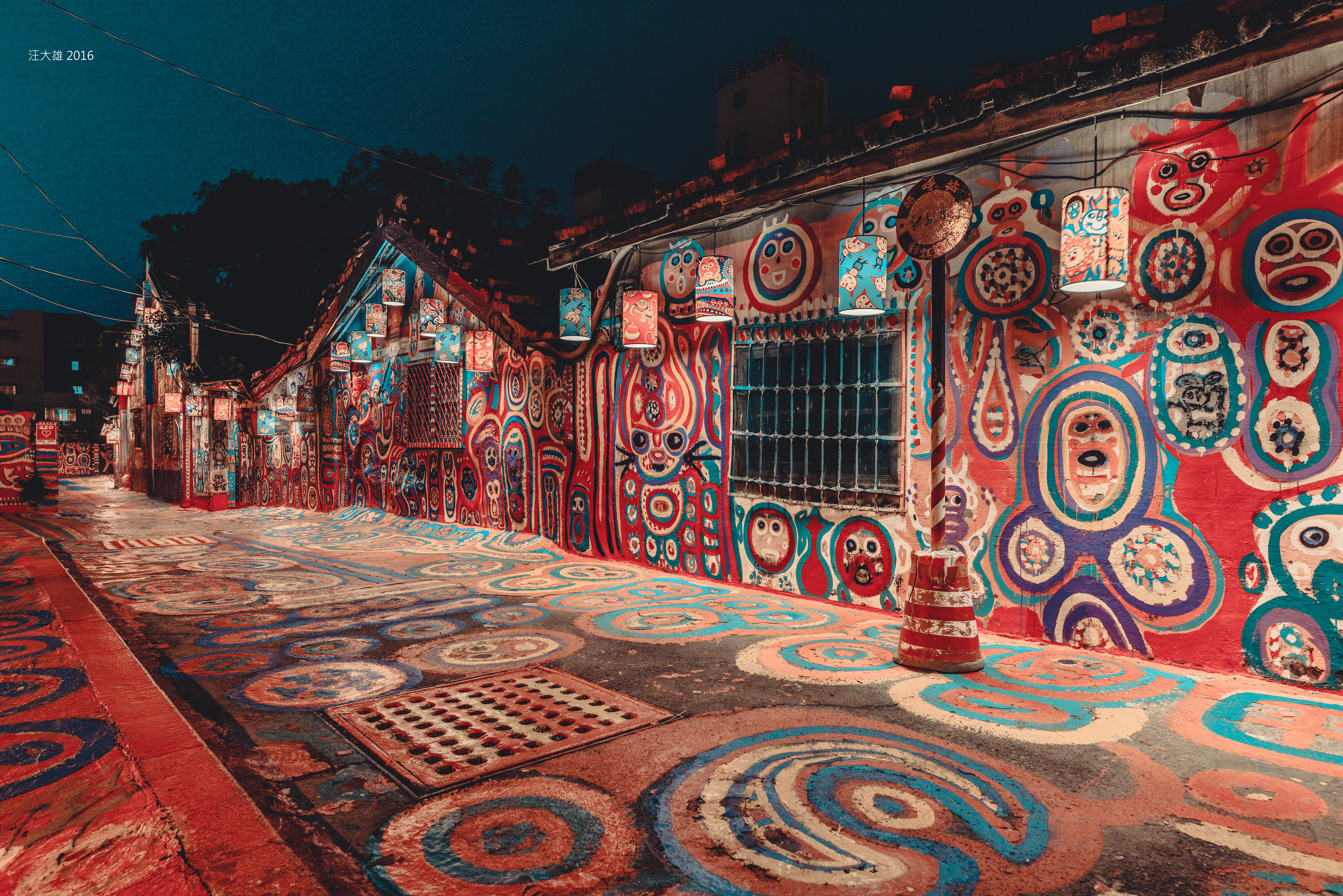
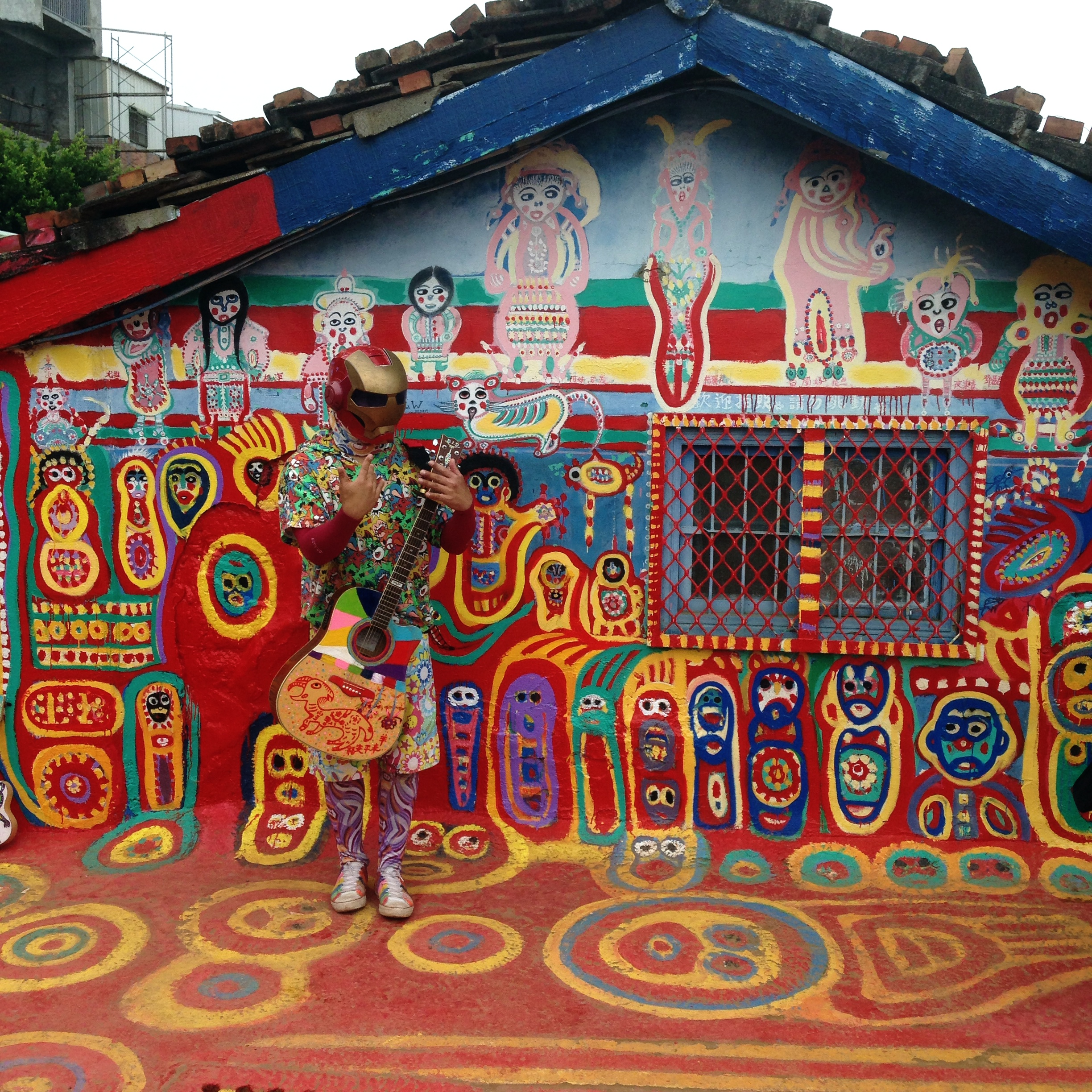

## Les villages dans la culture populaire
Ces village ont servi de décor à plusieurs œuvres 

### Cinéma et télévision
- 1983 : Papa, can you hear me sing de Yu Kanping
- 1991 : A Brighter Summer Day d'Edward Yang
- 1999 : Darkness and Light (film) (en) de Chang Tso-chi
- 2002 : The Best of Times (en) de Chang Tso-chi
- 2014 : Four Hands (en) de You-Ning Lee
- 2015 ; A Touch of Green (en)
- 2015 : Where the wind settles de Wang Toon

### Littérature
- Chu T’ien-hsin, À mes frères du village de garnison (Xiang wo juancun de xiongdimen 想我眷村的兄弟們, 1992), nouvelle, trad. par Olivier Bialais, in Angel Pino & Isabelle Rabut (éd.), À mes frères du village de garnison : anthologie de nouvelles taïwanaises contemporaines, Bleu de Chine, coll. Lettres taïwanaises, Paris, 2001, p. 93-129.
- Pino Angel, « Taïwan, la littérature des villages de garnison », Les Temps Modernes, 2014/3 (no 679), p. 145-184. DOI : 10.3917/ltm.679.0145. URL : https://www.cairn.info/revue-les-temps-modernes-2014-3-page-145.htm

## Personnalités ayant habité ces villages

### Cinéma
- Ang Lee[14],[15]
- Hou Hsiao-hsien[16]
- Doze Niu
- Edward Yang
- Brigitte Lin
- Sylvia Chang
- Joey Wong

### Musique
- Teresa Teng[17]
- Chang Yu-sheng (en)
- Pan An-bang (en)
- Richie Ren
- Tsai Chin (singer) (en)
- Annie Yi
- Hou Dejian

### Télévision
- Blackie Chen (en)
- Ethan Juan (en)
- Frankie Kao (en)

### Littérature
- Lung Ying-tai
- Chu T’ien-hsin
- Chu Tien-wen[18]
- Chang Ta-chun (en)
- Yuan Chiung-chiung (en)

### Politique
- James Soong
- Jason Hu (en)
- Chiang Hsiao-yen (en)
- Eric Chu
- Hau Lung-pin (en)